# Sphacelotheca cymbopogonis-colorati
Sphacelotheca cymbopogonis-colorati är en svampart som beskrevs av Mundk. & Thirum. 1951. Sphacelotheca cymbopogonis-colorati ingår i släktet Sphacelotheca och familjen Microbotryaceae.   Inga underarter finns listade i Catalogue of Life.